# Bill Blackbeard
Bill Blackbeard é um escritor-editor e o diretor-fundador da Academia de Artes Cômicas de San Francisco, uma coleção de tiras de jornal e arte em cartoons dos jornais dos Estados Unidos da América. Esta grande coleção, consiste de 2,5 milhões de recortes de jornais, que abrangem os anos de 1894 a 1996, tem servido de material fonte para livros e artigos por Blackbeard e outros pesquisadores.